# Trigonocera africana
Trigonocera africana är en tvåvingeart som beskrevs av Stefan Naglis 1999. Trigonocera africana ingår i släktet Trigonocera och familjen styltflugor. Inga underarter finns listade i Catalogue of Life.